# Furacão Iris (1995)
O furacão Iris foi o décimo ciclone tropical e o nono a ser nomeado e o quinto furacão da temporada de furacões no oceano Atlântico de 1995. iris foi uma de quatro tempestades a formar simultaneamente no Oceano Atlântico durante a temporada de 1995. Iris formou-se em 22 de Agosto de 1995 e seguiu lentamente através das Pequenas Antilhas como uma tempestade tropical antes de alcançar a força de um furacão. Após atingir o pico de intensidade como um furacão de categoria 2 na escala de furacões de Saffir-Simpson, Iris acelerou para o Atlântico Norte e tornou-se um ciclone extratropical em 7 de Setembro. Os remanescentes de Iris alcançaram o oeste da Europa como um sistema extratropical com ventos de 121 km/h.
Durante o seu ciclo de vida, Iris fez duas interações Fujiwara. o primeiro foi com o furacão Humberto enquanto a segunda foi com a tempestade tropical Karen que foi absorvido mais tarde por Iris. iris produziu chuvas torrenciais nas Pequenas Antilhas enquanto apresentava força de uma tempestade tropical. A chuva causou deslizamentos de terra localizadas que mataram cinco pessoas.